# Campeonato Brasileiro de Voleibol Feminino de 1987
O Campeonato Brasileiro de Voleibol de Clubes de 1987 foi a décima edição da competição na variante feminina com esta nomenclatura. O torneio foi realizado entre 1987 e 17 de janeiro de 1988, com equipes representando seis estados.

## Participantes
Bradesco, Rio de Janeiro

 Supergasbrás, Rio de Janeiro

 Paulistano, São Paulo

 Pirelli, São Paulo

 Lufkin, São Paulo

## Final
| 17 de janeiro de 1988 | Lufkin   | 3 — 1                   | Supergasbrás | Maracanãzinho, Rio de Janeiro |
| 17 de janeiro de 1988 | 15 14 15 | Set 1 Set 2 Set 3 Set 4 | 9 12 16 4    | Maracanãzinho, Rio de Janeiro |